# الجوائب (جريدة)
الجوائب هي جريدة أصدرها أحمد فارس الشدياق بالعربية في الآستانة بين عامي 1881 و1884. أصبحت الصحيفة العربية الأكثر شعبية في الدولة العثمانية، وجعلت مؤسسها معروفًا بوصفه صحفيًّا وكاتبًا مرموقًا. وفي العام الأخير من وجودها، صدرت في القاهرة. جمع الشدياق لاحقًا مقالاته المنشورة في «الجوائب» في كتاب «كنز الرغائب في منتخبات الجوائب».

## التاريخ
أُطلقت جريدة الجوائب على يد أحمد فارس الشدياق في إسطنبول عام 1861. وقد امتلكها حتى عام 1870 عندما تولى ابنه سليم إدارتها. وخلال الفترة الأولى، كانت مدعومة من السلطات العثمانية. بالإضافة إلى ذلك، نُشرت في مطبعة السلطنة العثمانية لمدة تسع سنوات، وهو ما أُعلن عنه في الجريدة. ومنذ عام 1870، نُشرت الصحيفة من الشركة التي سُميت باسمها، مطبعة الجوائب، والتي أسسها الشدياق أيضًا. كانت الصحيفة تصدر أسبوعيًا. وكانت تنشر بشكل متكرر الترجمات العربية للتشريعات العثمانية الرسمية والمعاهدات الدولية والخطابات إلى جانب نصوصها التركية العثمانية الأصلية.
في منتصف سبعينيات القرن التاسع عشر، تمتعت الجوائب بمستويات توزيع أعلى في أماكن مختلفة، بما في ذلك الهند وشرق آسيا. على سبيل المثال، يجادل المؤرخ البريطاني اللبناني ألبرت حوراني بأنه كان من الممكن العثور على الجريدة في مناطق إسلامية مختلفة مثل نجد، إقليم البحرين، وبومباي. نتيجة لتأثيرها الكبير على المسلمين، حاولت وزارة الخارجية البريطانية تمويل صحيفة الجوائب سرًا منذ عام 1877.
توقفت صحيفة الجوائب مؤقتًا عن الصدور عام 1879 عندما حظرها العثمانيون بسبب إشادتها بالخديوي المصري إسماعيل باشا، الذي كان من بين مموليها. نُقلت الصحيفة إلى القاهرة عام 1883. أغلقتها الحكومة العثمانية عام 1884 بسبب موقفها المؤيد بشدة لبريطانيا ومصر والذي كان واضحًا منذ ثورة عام 1881 ضد الدولة العثمانية في السودان.
عُرف الشدياق لاحقًا من خلال بعض أعماله، مثل نشره أول رواية عربية حديثة بعنوان الساق على الساق فيما هو الفارياق، ويُعتبر كذلك أول من ترجم مصطلح جريدة للعربية، وقبل ذلك، كانت مصطلحات مثل «الوقائع» و«العدد» تُستخدم للإشارة إلى الصحف. على سبيل المثال، أصدرت جريدة الوقائع المصرية في مصر، بينما استخدم خليل الخوري مصطلح «العدد» في جريدته حديقة الأخبار التي صدرت في بيروت عام 1858.

## موقفها من الثورة العرابية في مصر
كانت الجوائب تصدر بدعم من الباب العالي، ولذلك لم يكن غريبًا أن تنشر في 6 سبتمبر 1882 إعلان الباب العالي بعصيان أحمد عرابي ورفاقه أثناء كفاحهم الغزو الإنجليزي لمصر سنة 1882، وهو الإعلان الذي صدر بإيعاز من الإنجليز أنفسهم.
جاء في قرار العصيان الذي نشرته الجوائب:
وقد اشترى سفير إنجلترا لدى الباب العالي ألوفًا من هذا العدد وأرسلها إلى جميع البلدان الإسلامية، وخاصة مصر، حيث وزع هذا الإعلان بين أفراد الجيش، فكان له أسوأ وقع بين الضباط والجنود، الذين تخاذلوا عن القتال بعد أن عرفوا فحواه، وقال بعض الضباط لعرابي (كما جاء في مذكراته): «إننا عصاة على السلطان مخالفون لكتاب الله وسنة رسوله، ومن مات منا عاصيًا لا أجر له».